# Lei Wulong
Lei Wulong (Kinesisk: 雷 武龍 Pinyin: Léi Wǔlóng, Japansk: レイ・ウーロン Rei Uron) er en figur fra Namcos videospilserie Tekken til PlayStation og PlayStation 2.

## Historie

### Tekken 2
Under en sag om illegal jagt og udveksling om truede dyrearter foretaget af Mishima Zaibatsu, konfronterede Lei sin gamle partner, Michelle Chang som nu arbejdede for Anna Williams. Til sidst lykkedes det Lei at besejre Michelle, som undslap ved hjælp af et jump, women det endte med at flyet styrtede ned.

### Tekken 3
De næste 18-19 år tilbragte Lei med at løse utallige sager og putte utallige kriminelle bag lås og slå.
På denne måde blev han en respekteret politibetjent.
På det tidspunkt var der også rapporteret sager om forsvundne kampsportsmestre. Lei, som var sat på sagen fik besøg af lederen af Mishima Zaibatsu, Heihachi Mishima, som tilbød Lei at deltage i den tredje
King of Iron Fist-turnering. Lei forstod ikke hvorfor Heihachi havde givet ham dette tilbud men han besluttede sig dog alligevel for at deltage.

### Tekken 4
Leis liv blev efterhånden opslugt af sit politiarbejde. På et tidspunkt fik Leis kæreste nok af hans arbejdsnarkomani og droppede ham til fordel for Leis assistent. Da Lei fandt ud af dette sank han hen i en dyb depression.
På omkring samme tid forkludrede Lei en operation, med hensigt at fange og stille et kriminelt syndikat for ret. Det mislykkedes Lei at fange en agent fra syndikatet som kunne have ledt til arrestationen af syndikatets leder. Fiaskoen kostede politiet to års intens undercover efterforskning.
Leis rivaler, som længe har misundt Leis gode omdømme, så deres chance for at skade hans ry.
Mens Lei var uvidende fortalte detektiverne Leis overordnede at Leis fiasko med operationen skyldes at han lod personlige affærer påvirke hans jobindsats. Som resultat blev Lei suspenderet i en måned fra sit job.
Under sin suspendering fandt Lei ud af at syndikatet planlagde at myrde en bokser, Steve Fox, som ville deltage i den fjerde King of Iron Fist-turnering. Syndikatet ville hyrde en snigmorder som så skulle føre kniven.
Lei besluttede sig for at deltage i den fjerde King of Iron Fist-turnering i håb om at genvinde sit omdømme.

### Tekken 5
Tekst mangler, hjælp os med at skrive teksten

### Tekken 6
I et forsøg for at retsforfølge Feng Wei, bliver Lei Wulong sendt til Japan. Dog ender opgaven i en fiasko og Lei må se sig nødsaget til at rejse tilbage til Hong Kong.
Mens er Kina i kaos med oftere uroligheder og optøjer. Lei Wulong vidste at alle disse optøjer var Mishima Zaibatsu ansvarlige for. I et forsøg på at arrestere Bryan Fury, Ling Xiaoyu deltager Lei i den sjette King of Iron Fist-turnering.

## Epiloger

### Tekken 2
Lei står og øver sig på at skyde. Han affyrer mange skud og tømmer sit magasin en gang. Da hans pistol så bliver varm, puster Lei røgen af den og ser, at der er skudt ordene "The End" ind i skydeskiven.

### Tekken 3
Scenen befinder sig i de kinesiske bjerge hvor Lei træner ved at lade en tallerken balancere på sin håndflade og håndryg. Scenen skifter til vinter hvor Lei stadig er i gang med at træne, denne gang træner han mod nogle bambuspinde som har en lille hvid bold på toppen. Scenen skifter igen til efterår hvor Lei træner med et bredsværd. Scenen ender med at Lei tager en lur i hænderne på en Buddha statue.

### Tekken 4
Lei sidder på Mishima Zaibatsus Data Center i forsøg på at finde informationer om syndikatets lejemorder. Denne lejemorder viser sig at være Ling Xiaoyu og hendes opholdssted viser sig at være ved Hotel Leane. Lei opsøger Xiaoyu og ser at hun er i gang med at tage sigte fra sit vindue. Lei sparker døren op og udbryder "Freeze!". Kort efter må Lei vige tilbage for en ladning patroner fra Julia. Hun undslipper ved hjælp af vinduet. Mens Lei jagter Xiaoyu ser han at Xiaoyu står lige foran Steve Fox. Lei udbryder endnu et "Freeze!" og sigter på Xiaoyu. Kort efter bliver Lei tacklet af Steve. Dog når Lei at affyre et skud, som rammer Xiaoyus højre bagben.
Scenen ændrer sig til en avisforside med overskriften "Syndikatet bragt for retten. Detektiv Lei triumferer". Lei smiler stolt over synet.

### Tekken 5
Before Lei is able to enjoy his victory at the tournament, he
returns to Hong Kong for a new investigation.
Lei Wulong :
Dispatch, this is Detective Lei Wulong.
I have the suspect in custody.
I'm on my WOOOOOOOOOOAH...
Oww... That's gonna leave a mark...

## Biografi
Lei Wulong er baseret på Jackie Chan både med hensyn til udseendet og kampstil. Leis kampstil bygger på fem forskellige dyre Kung fu arter: Slange, drage, tiger, trane og panter. Lei er også i stand til at skifte sin stil til fuldemands-kung fu, hvor han svajer ganske let. Lei Wulongs Student Ling Xiaoyu.